# Stazione di Vastogirardi
Stazione di Vastogirardi vasútállomás Olaszországban, Molise régióban, Vastogirardi településen.

## Vasútvonalak
Az állomást az alábbi vasútvonalak érintik:
- Sulmona–Carpinone-vasútvonal

## Kapcsolódó állomások
A vasútállomáshoz az alábbi állomások vannak a legközelebb: 
- Stazione di Carovilli-Roccasicura
- Stazione di Villa San Michele